# Sira (stacja kolejowa)
Sira – stacja kolejowa w Sira, w regionie Agder w Norwegii, jest oddalona od Oslo Sentralstasjon o 468,63 km. Jest położona na wysokości 72,7 m n.p.m.

## Ruch dalekobieżny
Leży na linii Sørlandsbanen. Jest stacją obsługującą dalekobieżne połączenia z południowo-zachodnią i południową częścią kraju. Stacja przyjmuje sześć par połączeń dziennie do Kristiansand, Arendal i Stavanger.

## Obsługa pasażerów
Poczekalnia, kasa biletowa, parking na 30 miejsc, parking dla rowerów, przystanek autobusowy. Odprawa podróżnych odbywa się w pociągu.